# The Book of Joe
The Book of Joe («Книга Джо») — вторая серия тринадцатого сезона мультсериала «Гриффины». Премьерный показ состоялся 5 октября 2014 года на канале FOX.

## Сюжет
На вечеринке у Джо Питер случайно заходит в комнату, где тот хранит свои рисунки про белку в инвалидной коляске. Джо признается, что уже 9 лет работает над созданием книги про белку, которая преодолевает свой главный недуг — жизнь в инвалидной коляске. Питер хочет помочь Джо и поэтому дает ему контакты знакомого публициста. Совет оказывается весьма полезным: книгу издают. Но уже на первом публичном чтении выясняется, что Джо не может читать собственные книги: из-за его «недетского» голоса дети пугаются автора книги. Питер вовремя начинает читать книгу вместо Джо, публицист предлагает передать псевдоним вымышленного писателя Питеру, Джо соглашается.
Отныне Питер появляется на всех телепрограммах, но очень искажает изначальный замысел книги, посмеиваясь над инвалидами, из-за чего Джо приходит в ярость и ссорится с Питером. Теперь Гриффину предстоит самостоятельно написать и издать книгу, в команду писателей подключаются Гленн и Кливленд, вместе они пишут книгу, которая, однако, распугивает всю аудиторию: добавив в детское произведение других персонажей и полностью поменяв первоначальную идею книги про белку-инвалида, Питер остается без работы. Джо прощает его, говоря, что сам стал бы истинно инвалидом, если бы позволил себе не простить друга.
Брайан со Стьюи в местном кафе замечают девушку, от которой Брайан уже давно без ума: она давно занимается бегом, после каждой пробежки приходит сюда поесть. Он решает притвориться спортсменом, поначалу нагрузки ему не под силу, но, открыв «второе дыхание» и испытав эйфорию от бега, сам решает заняться спортом, но слишком быстро доводит себя до истощения: он сильно теряет в весе, что пугает Стьюи. На городском марафоне Брайан получает перелом ноги и в итоге решает прекратить занятия спортом.

## Рейтинги
- Рейтинг эпизода составил 1.6 среди возрастной группы 18—49 лет.
- Серию посмотрело порядка 3.63 миллиона человек.
- Серия уступила по количеству зрителей «Симпсонам» в тот вечер Animation Domination на канале FOX.[1]

## Критика
Катрина Тулок из Entertaiment Weekly дала положительную оценку эпизоду: «Какой отличный сюжет для того, чтобы буквально воскресить этот сезон и поднять его вверх». Также она отметила вставку с Си Ло Грином, который в магазине интересовался, что бы предпочло примерить мультяшное яблоко для себя. Катрина назвала эту вставку лучшей в серии.